# Kenan Bajramović
Kenan Bajramović is een voormalig Bosnisch voetbalscheidsrechter. In 2011 werd hij voor het leven geschorst.
Bajramović was in februari 2011 in het Turkse Antalya scheidsrechter bij een interland tussen Bolivia en Letland. Het duel eindigde in 1–2 en alle drie doelpunten kwamen voort uit gegeven strafschoppen. Na een onderzoek van de FIFA werden Bajramović, grensrechter Siniša Zrnić en de andere grensrechter, Rizah Ridalović, voor het leven geschorst vanwege omkoping.

## Interlands
| Datum           | Plaats           | Wedstrijd         | Uitslag | Competitie        | Kreeg geel | Kreeg voor de tweede keer geel en dus rood | Weggestuurd |
| --------------- | ---------------- | ----------------- | ------- | ----------------- | ---------- | ------------------------------------------ | ----------- |
| 9 februari 2011 | Antalya, Turkije | Bolivia – Letland | 1 – 2   | Vriendschappelijk | 2          | 0                                          | 0           |